# Troy Dye
Troy Dye (Norco, 18 settembre 1996) è un giocatore di football americano statunitense che milita nel ruolo di linebacker per i Los Angeles Chargers della National Football League (NFL).

## Carriera

### Minnesota Vikings
Wonnum al college giocò a football a Oregon dal 2016 al 2019. Fu scelto nel corso del quarto giro (132º assoluto) del Draft NFL 2020 dai Minnesota Vikings. Nella sua stagione da rookie mise a segno 28 tackle in 11 presenze.

### Los Angeles Chargers
Il 18 marzo 2024 Dye firmò con i Los Angeles Chargers.

## Vita privata
Il fratello Tony Dye giocò come free safety per i Cincinnati Bengals sotto la direzione di Mike Zimmer, allenatore di Troy ai Vikings.